# Klement VII.
 Ovo je glavno značenje pojma Klement VII.. Za protupapu istog imena pogledajte Klement VII., protupapa.
Papa Klement VII. (26. svibnja 1478. – 25. rujna 1534.), rođen kao Giulio di Giuliano de' Medici, bio je kardinal od 1513. do 1523. i papa od 1523. do 1534. godine

## Prije pontifikata
Rođen je mjesec dana nakon što je njegov otac, Julije I. de’ Medici, ubijen u zavjeri. Iako njegovi roditelji nisu bili formalno vjenčani, njegov rođak, Lav X, ga je proglasio potomkom loze Medici iz tajnoga braka, čime mu je dozvoljeno preuzimanje visokih crkvenih položaja. Tijekom svoje rane kleričke karijere bio je:
- Nadbiskup Firence (od 9. svibnja 1513.)
- Biskup Albije (1513. – 1515.)
- Nadbiskup Narbonne (od 14. veljače 1515.)
- Apostolski administrator biskupije Albenga (1517. – 1518.)
- Biskup Bolonje (1518.)
- Apostolski administrator biskupije Embrun (1518.)
- Apostolski administrator biskupije Ascioli Piceno (1518.)
- Biskup Egera (1520. – 1523.)
- Apostolski administrator biskupije Worcester (1521. – 1522.)

Dana 23. rujna 1513. godine uzdignut je na nivo Kardinala. Papa Leo X ga proglašava kardinalom-diakonom crkve Santa Maria in Domenica. Dana 26. lipnja 1517. prelazi u Crkvu Svetog Klementa i 6. srpnja 1517. u Crkvu Svetog Lorenca u Damasu. Od 1. listopada 1519. do 1. studenog 1520. vrši dužnost papinog komornika.

## Pontifikat
Dana 18. studenog 1523. izabran je za novog papu, naslijedivši papu Hadrijana VI. Za vrijeme čitavog pontifikata Klement VII se zalagao za povećanje papine svjetovne moći i uspona porodice Medici.

### Državni sukobi
Od 1521. Karlo V. car Svetog Rimskog Carstva vodi rat oko uprave nad sjeverom Italije s kraljem Franjom I. Francuskim. Papa Klement VII je u ovom sukobu nastojao biti neutralan, da bi se u sljedećim godinama okrenuo na stranu Karla V. Godine 1526., poslije zarobljenja Franje I, on prekida savez s Karlom V i priključuje se Ligi de Cognac. Potom carske snage zauzimaju Rim i dolazi do pljačke Rima. 
Pošto se na početku povlači u Engelsburg, on se predaje poslije prijetnje njegovih protivnika da će ubiti Katarine de’ Medici, francusku kraljicu, u Firenci. Tada on biva zarobljen, a Medici protjerani iz Firence. Dana 29. lipnja 1529. Klement VII potpisuje s Karlom V Barcelonski mir. Kao rezultat, on dobiva nazad upravu nad crkvenom državom, a Medici se vraćaju u Firencu. Dana 24. veljače 1530. Klement VII kruniše Karla V za Cara u Bolonji.

### Protestantska reformacija
Zbog reformacije, car Karlo V. poziva Klementa VII. na sazivanje jednog koncilija, čemu ovaj ne odgovara. Zahtjev engleskog kralja Henrika VIII. za poništavanje braka s Katarinom Aragonskom Klement VII. također odbija, tako da se engleski kralj odriče pape i kao rezultat osniva Anglikansku crkvu.

## Smrt
Papa Klement VII. je umro 25. rujna 1534. od trovanja gljivama. Naslijedio ga je papa Pavao III. Pokopan je u crkvi Santa Maria sopra Minerva. 